# Aphoebantus
Aphoebantus är ett släkte av tvåvingar. Aphoebantus ingår i familjen svävflugor.

## Dottertaxa tillAphoebantus, i alfabetisk ordning[1]
- Aphoebantus abnormis
- Aphoebantus albicinctus
- Aphoebantus albopilosus
- Aphoebantus altercinctus
- Aphoebantus arenicola
- Aphoebantus argentifrons
- Aphoebantus armeniacus
- Aphoebantus balteatus
- Aphoebantus barbatus
- Aphoebantus bilineatus
- Aphoebantus bisulcus
- Aphoebantus borealis
- Aphoebantus brevistylus
- Aphoebantus capax
- Aphoebantus carbonarius
- Aphoebantus catenarius
- Aphoebantus catulus
- Aphoebantus cervinus
- Aphoebantus chilensis
- Aphoebantus claripennis
- Aphoebantus concinnus
- Aphoebantus contiguus
- Aphoebantus conurus
- Aphoebantus costalis
- Aphoebantus cyclops
- Aphoebantus dentei
- Aphoebantus denudatus
- Aphoebantus desertus
- Aphoebantus eremicola
- Aphoebantus fumidus
- Aphoebantus fumosus
- Aphoebantus gluteatus
- Aphoebantus halteratus
- Aphoebantus hians
- Aphoebantus hirsutus
- Aphoebantus interruptus
- Aphoebantus inversus
- Aphoebantus latifrons
- Aphoebantus leucospilus
- Aphoebantus leviculus
- Aphoebantus maculatus
- Aphoebantus marcidus
- Aphoebantus marginatus
- Aphoebantus melanogaster
- Aphoebantus melanomerinyx
- Aphoebantus micropyga
- Aphoebantus mixtus
- Aphoebantus mormon
- Aphoebantus mus
- Aphoebantus nigropilosus
- Aphoebantus obtectus
- Aphoebantus oxypetes
- Aphoebantus parkeri
- Aphoebantus pavidus
- Aphoebantus pellucidus
- Aphoebantus peodes
- Aphoebantus persicus
- Aphoebantus prodes
- Aphoebantus pusillus
- Aphoebantus rattus
- Aphoebantus scalaris
- Aphoebantus schlingeri
- Aphoebantus scriptus
- Aphoebantus separatus
- Aphoebantus sperryorum
- Aphoebantus squamosus
- Aphoebantus subcostalis
- Aphoebantus tarapacensis
- Aphoebantus tardus
- Aphoebantus timberlakei
- Aphoebantus transcaspicus
- Aphoebantus transitus
- Aphoebantus turkmenicus
- Aphoebantus ursula
- Aphoebantus wadensis
- Aphoebantus varius
- Aphoebantus vasatus
- Aphoebantus vittatus
- Aphoebantus vulpecula
- Aphoebantus xanthoscelus